# Port lotniczy Exuma
Port lotniczy Exuma – port lotniczy zlokalizowany w mieście Moss Town, na wyspie Wielka Exuma (Bahamy).